# Ionuț Caragea
Ionuț Caragea, est un écrivain, poète et essayiste roumain. La critique littéraire roumaine le considère comme l’un des leaders de la génération poétique de l’an 2000, certains critiques le considèrant comme le leader incontesté de cette génération,,,,, et l’un des écrivains roumains les plus originaux et atypiques,,,,. Il est également connu en France, où il a publié plusieurs livres traduits ou écrits directement en français, devenant ainsi membre de la Société des Poètes Français et membre de La Société des poètes et artistes de France. L'académicien Giovanni Dotoli, analysant le volume de poèmes "Mon amour abyssal", considère que Ionuț Caragea est un poète qui honore la Roumanie et la littérature européenne. Ionut Caragea a été récompensé à trois reprises par la Société des Poètes Français. Il a reçu quatre autres prix de la Société des Poètes et Artistes de France. Il a remporté le Prix du Génie au concours Naji Naaman, Liban, 2021. C'est le prix le plus prestigieux de cette fondation, qui n'a été délivré que quatre fois depuis sa création en 2002.

## Biographie
Né le 12 avril 1975 à Constanța, Roumanie, Ionuț Caragea est poète, prosateur, critique littéraire, éditeur, auteur d’aphorismes et promoteur culturel. Il habite la belle ville d’Oradea, en Roumanie. Il est également membre de l’Union des écrivains de Roumanie, filiale du Cluj (avant, il a été membre des branches de Dobrogea et Iasi), cofondateur et Vice-président  de l’Association des Écrivains de Langue Roumaine du Québec, membre d’honneur de la Société des Écrivains du département Neamț, membre honorifique de la fondation Maison Naaman pour la Culture du Liban, membre de l’Elis – le Réseau des Roumains remarquables de par le monde, membre d’honneur de l’Association Internationale de Paradoxisme, membre de l’Organisation culturelle « Diversité Artistique » de Montréal, membre de l’Organisation culturelle « Poetas del Mundo » du Chili. En 2019, il est devenu membre de la Société des Poètes Français et membre de la Société des Poètes et Artistes de France. Par suite de leur amitié et de leur parenté onomastique, le Prince Eugen Enea Caraghiaur lui accorde en 2008, le titre nobiliaire de Baron de la Maison Couman de Panciu.
Il a débuté en 2006, aux Éditions STEF d’Iași, par le recueil de vers Delirium Tremens. Ses poésies, aphorismes, nouvelles de fiction et essais critiques sont publiés par de nombreuses revues, journaux et anthologies en Roumanie et dans la diaspora roumaine. Il est l’un des 20 auteurs publiés par l’Anthologie de l’aphorisme roumain contemporain (Éditions Genesi, Turin, 2013). En juin 2013, il remporte le Prix de créativité au Concours international Naji Naaman, Liban, pour des aphorismes extraits du volume Le Dictionnaire de la Souffrance (Éditions Fides, Iași, 2008), traduits en français par Constantin Frosin, Professeur des Universités. Il est inclus dans Le Livre de la Sagesse universelle (Éditions eLiteratura, Bucarest, 2014). Grâce à la qualité de ses nouvelles, il a été publié par l’Anthologie Alerte rouge dans la prose courte roumaine (Éditions Herg Benet, 2012). Il compte parmi les lauréats de plusieurs concours de poésie et prose courte. Ses créations ont été traduites en six langues: anglais, français, espagnol, italien, arabe et albanais.
Il a été surnommé « le Poète né sur  Google », d’après le titre du recueil Je suis né sur Google (Éditions STEF, Iași, 2007). En 2012, sous le pseudonyme Snowdon King, les éditions américaines Wildside Press ont publié la version anglaise de son roman science-fiction Uezen. .
Ionuț Caragea a publié huit livres en France, aux éditions Stellamaris (poèmes, aphorismes, science-fiction). Il a été récompensé à trois reprises par la Société des Poètes Français. Il a reçu quatre autres prix de la Société des Poètes et Artistes de France. Pour les recueils Mon amour abyssal, Une étincelle dans le couloir des ombres, Aphorismes jaillis de l’écume des flots, Infecté par l'amour, J’habite la maison aux fenêtres fermées et Je suis né sur Google, Ionuţ Caragea a remporté le Prix du Génie au concours Naji Naaman, Liban, 2021. C'est le prix le plus prestigieux de cette fondation, qui n'a été délivré que quatre fois depuis sa création en 2002.
Durant la période 2003-2011, il a vécu à Montréal, étant devenu citoyen canadien en 2008, où il fut instructeur sportif et sportif de performance, continuant sa carrière de rugbyman commencée en Roumanie. Il est le fils d'un ancienne gloire du rugby roumain, Florin Caragea, qui a joué pour Farul Constanța. Ionuț Caragea a joué pour l'équipe Parc Olympique et a remporté à trois reprises le championnat du Québec. Il a écrit de la poésie dans son adolescence, mais a découvert sa véritable vocation au Canada. Ses premiers poèmes ont été publiés le 6 avril 2006 dans la revue l'Observateur du Toronto, ou il est accueilli par le poète George Filip. Ensuite, il a été découvert par l'éditeur Dumitru Scortanu et a publié ses trois premiers volumes à Iași (Éditions STEF). Il fonde, le 16 juillet 2008, avec le poète Adrian Erbiceanu, l’Association des Écrivains de Langue Roumaine du Québec et les éditions ASLRQ. En tant qu’éditeur et fondateur des éditions ASLRQ, il a réalisé en 2009, avec Adrian Erbiceanu et Dumitru Scorțanu, la première anthologie des écrivains roumains de la province Québec, un ouvrage de référence pour la littérature de la diaspora roumaine. La deuxième anthologie vit le jour en 2015. Il s’implique activement dans la promotion de la culture roumaine dans l’espace nord-américain, en tant que webmaster, webdesigner et promoteur littéraire sur le site de l’Association des Écrivains de Langue Roumaine du Québec (www.aslrq.ro) et fondateur du Cénacle littéraire « Les Amis de la Poésie ». En février 2012, il rentre en Roumanie et s’établit à Oradea.
En tant qu’auteur, il a publié plus de 50 livres (poésie, aphorismes, science-fiction, essais critiques, anthologies, mémoires). La critique littéraire roumaine le considère comme l’un des leaders de la génération poétique de l’an 2000 et l’un des écrivains roumains les plus originaux et atypiques. Le critique littéraire Maria Ana Tupan croit que le poète Ionuț Caragea nous rappelle souvent du poète Marin Sorescu, un autre grand écrivain roumain.
En mai 2023, l'anthologie de poèmes en français intitulée "Je me rends au ciel", écrite par Ionuţ Caragea, est parue aux éditions ASLRQ à Montréal (Canada). Cet ouvrage compte 432 pages et contient 351 poèmes écrits entre 2006-2023.

## Regards sur l’œuvre
Selon le critique Jean-Paul Gavard-Perret, dans le travail poétique de Snowdon King (aka Ionuț Caragea), « l’esprit de géométrie et celui de finesses jouent les antipodistes pour rejoindre l’émotion en cet endroit lumineux qu’on nomme la poésie. Celle-ci entend chez lui une certaine symbolique souvent amoureuse afin de représenter des formes possibles d’existence. Dans sa recherche, paysages réels ou imaginaires renferment aspirations et élans pathétiques mais aussi les enfermements et les contraintes de l’être humain. Mettant d’une certaine manière en pièces l’éther, il le restitue dans des vers d’une opaline rigueur où parfois pointe une dureté à la Cioran (comme lui, le poète garde le goût de l’aphorisme).Avide de synthèse et d’éclats, Snowdon King brasse l’univers et ses éléments (de la fusion volcanique aux glaciation polaires) afin de secouer les somnolentes immensités originaires. Chez lui, l’être humain, dans son aspiration vers l’absolu, est partagé entre deux postulations : la voie intellectuelle et la voie sensuelle, c’est-à-dire la contemplation apollinienne et le mode de vivre dionysiaque. Le poète ne tranche pas car, désireux de nouvelles réflexions, il s’acharne sur les deux fronts. Quand l’un semble bouché, il emprunte un autre combat. D’où le caractère multiple (mais Un) de son écriture fondamentalement anti-illustrative. Témoignant d’une orientation de l’esprit vers le concret du monde, Snowdon King, s’il est en quête d’amour charnel, n’en oublie pas pour autant la dimension spirituelle de l’être. ».
Selon l'académicien Giovanni Dotoli, « Ionuț Caragea est un vrai poète, l’un de ceux qui honorent leur pays et la littérature européenne. Sa poésie est un merveilleux voyage de mémoire et d’engagement. Les thèmes qu’il met en évidence concernent tous la grande question de l’être au monde. On l’a défini «un athlète de la poésie». En effet, c’est un travailleur acharné du mot, qui dans ses poèmes devient l’énergie de la vie en un monde clos que le poète veut ouvrir. Pas une poésie de routine, mais une poésie de la profondeur, qui va au cœur de la matière et à la limite du possible, pour offrir à l’homme le sens vrai de son existence. Une esthétique de l’engagement dans l’immense, à partir d’un point, sa patrie projetée sur le monde. Dans ce recueil, Ionuţ Caragea se fait plus intime. Il enquête dans le silence de l’amour, pour s’écrier en soldat de la parole. Mystère de la femme et mystère de la vie se croisent. Le mal s’envole. La poésie réalise un miracle : celui de l’ouverture du cœur qui aime. »
Selon le critique Constantin Frosin, « Ionuț Caragea, chef de file de sa génération 2000, est un plongeur qui pèche ses perles d’âme ou celles des autres… Il n’est pas rare qu’il plonge en eaux troubles, pour démêler le vrai du faux, du moins en ce qui le concerne. C'est du travail sans filet et sans chiqué, comme qui dirait… Mais il en l’habitude, puisqu’il est un rugbyman, qui exécute des plongeons, qui plonge et doit mettre en corner, vu la charge de l'extrême droit, par exemple… Plongeant la tête la première dans les tréfonds de ses âme et conscience, le Poète nous fait croire qu’il travaille sans filet; à l’en croire, il travaille plutôt sans filer devant les mystères et les sensations fortes de l’amour, car il n’abandonne jamais lâchement sa tâche, qui fait tache… »
Selon l'académicien Jacques Bouchard, « Si Pline a pu dire du peintre Apelle "nulla dies sine linea", pas un jour sans une ligne, que dirai-je de cet athlète de la poésie qu’est Ionuț Caragea, qui pratique la poésie comme une ascèse vitale, un yoga de la création! J’ai eu la bonne fortune de m’entretenir souvent avec Ionuţ Caragea dans un café à Montréal pendant des heures et de discuter avec lui de points précis de l’art poétique, de modernité, d’avant-garde française, roumaine ou grecque. C’était des instants de lévitation intellectuelle, de bonheur intense. Nous sortions du contingent et du prosaïque quotidien pour accéder au monde des idées et de la beauté du verbe, en citant Eminescu, Cavafy, Blaga, et parfois Brassens… Ici un miracle d’allitérations, là une métaphore inouïe, chez un autre une audace inimaginable. Et nous lisions ensemble ses beaux poèmes en roumain et en français. Un enchantement, une luxure de pur plaisir esthétique! » 
Selon le critique Véronique Flabat-Piot, « sous l'écriture se cache l'Homme ! Ainsi, entre le rêve et la réalité, entre le poète et l'humain, il est « la page blanche/sur laquelle le vent tente d'écrire/ son autobiographie. » Toute la Nature, de jour comme de nuit, lui ôte toute envie « de se réveiller/ dans la maison aux fenêtres fermées... » où il « habitait avec Elle sous le ciel étoilé »... Cette recherche “d'Elle” passe par celle de Dieu et s'y confond... Elle transite aussi par la Poésie, dont « certains poèmes/resteront des fœtus/dans l'antichambre obscure », « un murmure qui reste sans voix », « un rêve ayant perdu ses ailes »... Voilà pourquoi le poète doit écrire, lui qui est « le seul/à gratter le masque ultime » de la mort, lui qui est « mort et vivant à la fois » et pour qui seule la poésie sera la résurrection ! L'arbre meurt pour qu'existe le papier où naîtra le poème... Le poète rêve pour que naisse sa poésie !... Et le poète est l'interprète de Tout : rêves, signes, messages - divins ou pas - Il « lit des silences/pour écrire des mots/il lit des mots/pour approfondir les silences ». Et la poésie, quant à elle, « n'a pas besoin de mots/pour exister » ! Elle est, par essence, “Grandeur”, elle est la peinture avec laquelle « Dieu fait son portrait/Sur la toile immaculée » de l'âme du poète... C'est par elle que le poète passera « à travers les douanes du ciel »... »

## Publications en français

### Recueils de poésie
- La suprême émotion, ASLRQ, Montréal, Québec, Canada, 2009
- Déconnecté, ELMIS, Iași, Roumanie, 2009
- Ciel sans escalier, eLiteratura, Bucarest, Roumanie, 2014[23]
- Mon amour abyssal, Éditions Stellamaris, Brest, France, 2018[24]
- Une étincelle dans le couloir des ombres, Éditions Stellamaris, Brest, France, 2018[25]
- Je suis né sur Google, Éditions Stellamaris, Brest, France, 2019[26]
- J’habite la maison aux fenêtres fermées, Éditions Stellamaris, Brest, France, 2019[27]
- Infecté par l'amour, Éditions Stellamaris, Brest, France, 2020[28]
- L'osmose des blessures, Éditions Stellamaris, Brest, France, 2023[29]
- Je me rends au ciel, Éditions ASLRQ, Montréal, Québec, Canada, 2023[30]

### Recueils d'aphorismes
- Aphorismes jaillis de l’écume des flots, Éditions Stellamaris, Brest, France, 2018[31]

### Recueils de Science fiction
- Homo Interneticus, Éditions Stellamaris, Brest, France, 2020[32]

### Prix des livres en français
- 2022 - Mention d'Honneur au Grand Prix International de Poésie organisé par la Société des Poètes et Artistes de France, pour le poème "L'écho des ailes inlassables", repris dans le volume L'osmose des blessures.
- 2021 - Le Prix du Génie au concours Naji Naaman, Liban, 2021.
- 2021 - Le deuxième prix du Grand prix Jenny ALPHA et Noël-Henri VILLARD 2021 de la Société des Poètes et Artistes de France
- 2020 - Le Deuxième Prix du Grand Prix Henri MEILLANT (poésie), offert par la Société des Poètes et Artistes de France
- 2020 - Le Troisième Prix du Grand Prix Jenny ALPHA et Noël-Henri VILLARD (poésie), offert par la Société des Poètes et Artistes de France
- 2021 - Diplôme d'honneur 2020 de la Société des Poètes Français, Paris
- 2020 - Prix de poésie Mompezat 2019 de la Société des Poètes Français, Paris
- 2019 - Prix de poésie François-Victor Hugo 2018 de la Société des Poètes Français, Paris
- 2012 - Prix pour la créativité Naji Naaman, Beyrouth, Liban, aphorismes [33]

## Sur le poète en France
- Giovanni Dotoli sur " Infecté par l"amour" dans la revue "Noria", Èditions  L’Harmattan Paris, France, nr. 4, 2022
- Giovanni Dotoli sur " Aphorismes jaillis de l’écume des flots" dans la revue "Noria", Èditions  L’Harmattan Paris, France, nr. 3, 2021
- Giovanni Dotoli sur " Mon amour abyssal" dans la "Revue européenne de recherches sur la poésie", Paris, France, nr. 4, 2018, pag. 250-251 [19]
- Jean-Paul Gavard-Perret sur "Aphorismes jaillis de l’écume des flots" dans Le Litteraire, 19 dec. 2018, "La résurrection des Lazare"[34]
- Jean-Paul Gavard-Perret sur "Ciel sans escalier" dans Le Litteraire, 6 sept. 2015, "Nadir latent"[35]
- Jean-Paul Gavard-Perret sur "Mon amour abyssal" dans Le Litteraire, 13 juin 2018, "Mon amour abyssal"[36]
- Jean-Paul Gavard-Perret sur "La suprême émotion" dans Incertain Regard, 25 sept. 2010, "PASSAGE DES SEUILS"[37]
- Jean-Paul Gavard-Perret sur "Une étincelle dans le couloir des ombres" dans Le Litteraire, 14 mars 2019, "L’ombre et la lumière"[38]
- Jean-Paul Gavard-Perret sur "J’habite la maison aux fenêtres fermées" dans Le Litteraire, 23 sept. 2019, "Lire en accordéon"[39]
- Jean-Paul Gavard-Perret sur "L'osmose des blessures" dans Le Litteraire, 30 janvier 2023, "Capital de la douleur"[40]
- Véronique Flabat-Piot sur "J’habite la maison aux fenêtres fermées" dans l'Anthologie de Poésie 2020, Éditions les Poètes Français, Paris, 2020[22]
- Jean-Paul Gavard-Perret sur "Je me rends au ciel" dans Le Litteraire, 2 mai 2023, "Ionut Caragea l’essentialiste"[41]

## Source de la traduction
- (ro) Cet article est partiellement ou en totalité issu de l’article de Wikipédia en roumain intitulé « Ionuț Caragea » (voir la liste des auteurs).